# Koivusaari
Koivusaari es una isla y un distrito de Helsinki, en el país europeo de Finlandia.
Koivusaari es el distrito más occidental de toda la parte sur de Helsinki. Directamente al oeste de la misma esta un puente sobre la bahía Keilalahti, cruzando la frontera municipal a Espoo, después del cual viene Keilaniemi, el distrito más oriental del sur de Espoo.
Koivusaari tendrá una estación del metro de Helsinki cuando una extensión se complete muy probablemente a principios de 2013. En ese momento se convertirá en la estación de metro más occidental de Helsinki.